# Tofig Kazimov
Tofig Samad Mansur oglu Kazimov (en azerí: Tofiq Səməd Mənsur oğlu Kazımov; Bakú, 14 de enero de 1923 - Bakú, 2 de agosto de 1980) fue un actor de teatro, directo de escena y pedagogo de Azerbaiyán, galardonado con el título "Artista del pueblo de la RSS de Azerbaiyán" en 1974.

## Biografía
Tofig Kazimov nació el 14 de enero de 1923 en la ciudad de Bakú. Después de graduarse de la escuela de teatro, participó en la Segunda Guerra Mundial. En la batalla fue herido y regresó a Bakú en 1943. Empezó a trabajar en el Teatro Estatal de Espectadores Jóvenes de Azerbaiyán.
Entre 1951 y 1952 estudió en Moscú. Tofig Kazimov, como director en jefe del Teatro Académico Estatal de Drama de Azerbaiyán, interpretó y preparó la obra "Hamlet" de William Shakespeare, "Siempre estás conmigo", "No puedo olvidar" de Ilyas Afandiyev, “Los diarios destruidos”, “Los muertos” de Jalil Mammadguluzade, “Aydin” de Yafar Yabbarlí, “La espada y la pluma” de Mammed Said Ordubadi, “Pəri cadu” de Abdurrahim bey Hagverdiyev, etc.
Tofig Kazimov falleció en un accidente automovilístico el 2 de agosto de 1980 en Bakú y fue enterrado en el Segundo Callejón de Honor.

## Premios y títulos
- Medalla al Valor (Rusia) (1947)
- Artista de Honor de la RSS de Azerbaiyán (1961)
- Premio Estatal de la RSS de Azerbaiyán (1965)
- Artista del pueblo de la RSS de Azerbaiyán (1974)[4]